# 신스틸
신스틸(Shin Steel Co.,Ltd.)는 대한민국의 철강 및 코일 기업이다. 본사는 부산광역시 강서구 미음산단4로 174 (미음동)에 위치해 있다. 대표이사는 신승곤이다.
스테인리스 판매 및 임가공 사업을 영위하고 있다

## 상장
2022년 12월 하나금융15호스팩과 합병을 통해 코스닥에 상장하였다.

## 참고 문헌
1. ↑  김효진, 해외서 성장판 키우는 '신스틸' 신승곤 대표…"멕시코 신규 코일센터, 하반기 가동 목표", 더스탁, 2024.04.05
2. ↑  이나영, 신스틸, 사상 첫 배당 결정…주주친화정책 시행 - 뉴스핌, 2024년 3월 11일
3. ↑  윤철주, STS 유통전문사 신스틸, 안산시에 저소득가정 지원금 기탁, 철강금속신문, 2023.07.18
4. ↑  이상룡, 한국IR협의회 기술분석보고서-신스틸, 2023.09.14[깨진 링크(과거 내용 찾기)]